# Beylerbeyi (Scutari)
Beylerbeyi è una mahalle del comune e distretto di Scutari, nella provincia di Istanbul, in Turchia.

## Ubicazione
Beylerbeyi si trova sulla sponda asiatica del Bosforo, a nord del Ponte sul Bosforo. Confina a nord-est con il quartiere di Çengelköy, a est con Kirazlıtepe, a sud-est con Küplüce, a sud con Burhaniye, a sud-ovest con Kuzguncuk e a nord-ovest con il Bosforo. Direttamente di fronte al Bosforo si trova il quartiere di Ortaköy del comune di Beşiktaş di Istanbul.

## Origine del nome
La località deve il suo nome a Mehmet Pasa, che visse qui nel XVI secolo e fu il più alto amministratore della parte europea dell'Impero Ottomano (Beylerbey significa 'Signore dei Signori' ed era il titolo ufficiale di due funzionari che si dividevano l'amministrazione dell'impero nella parte europea e in quella asiatica).

## Storia
Beylerbeyi era già abitata ai tempi dell'Impero Romano. Il quartiere in cui si trova il palazzo era chiamato “Istavroz Bahceleri”, che significa giardini della croce. Il nome dei giardini deriva dalla grande croce che Costantino il Grande fece erigere qui vicino all'acqua dopo la sua conversione al cristianesimo. Anche il piccolo ruscello del villaggio ha preso il nome dalla croce. Solo pochi anni fa, c'era ancora una chiesa bizantina in rovina.

## Monumenti e luoghi di Interesse

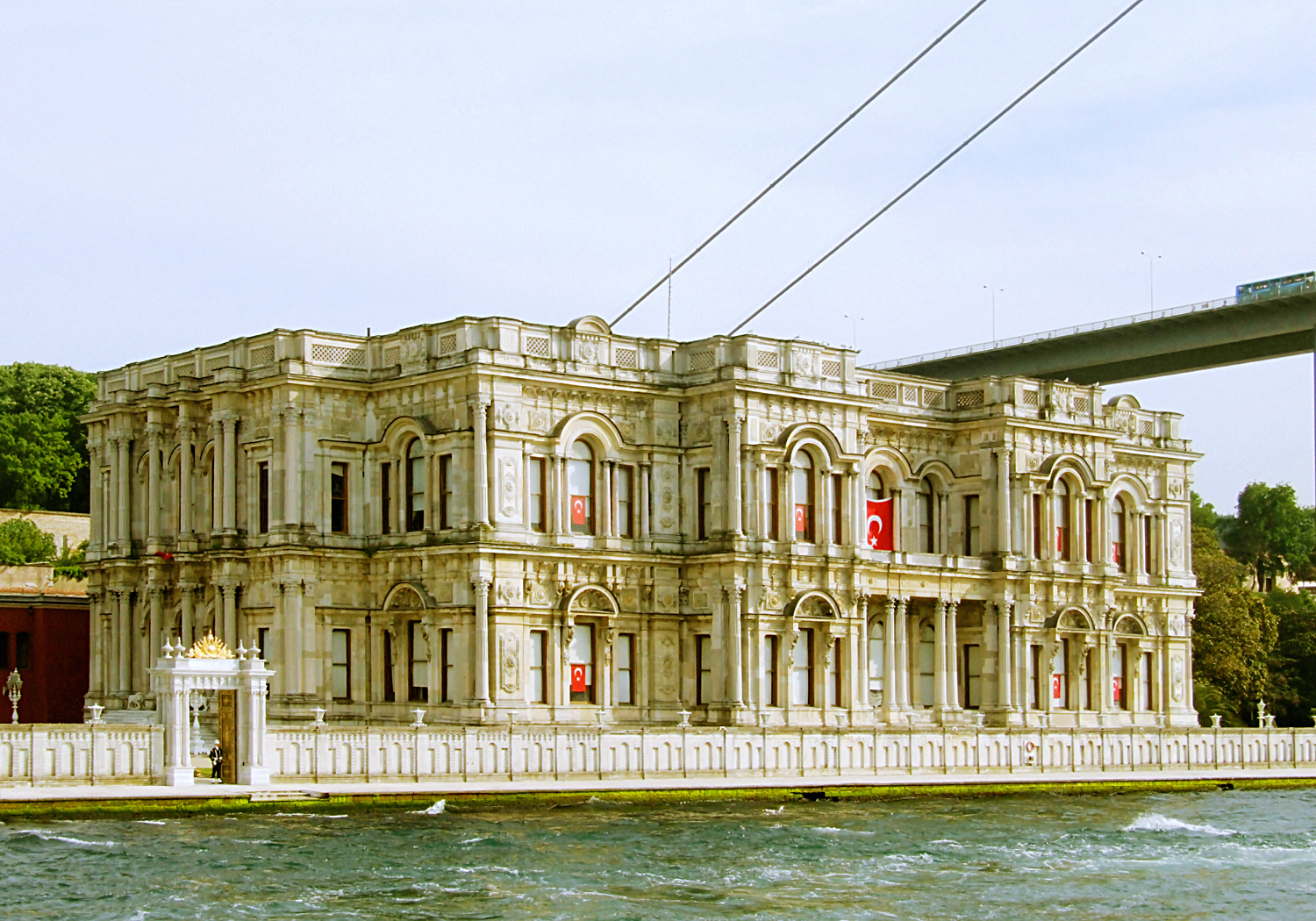
Il Palazzo di Beylerbeyi

Il principale punto di riferimento del quartiere è il palazzo ottomano di Beylerbeyi. Vicino al palazzo si trovano vari padiglioni o chioschi (köşkler), tra cui i due piccoli padiglioni sul mare (Yalı Köşkleri), le scuderie imperiali (Ahır Köşkü), il padiglione “sommerso” (Serdab Köşkü o Mermer Köşk) e il padiglione giallo (Sarı Köşk).
Le moschee del quartiere includono la Moschea Bostancıbaşı Abdullah Agha (1581; nota anche come Moschea İstavroz), la Moschea Hamid-i Evvel (Abdul Hamid I) (1778; nota anche come Moschea Beylerbeyi), e la Moschea Cennet (1967).
Un altro luogo molto visibile all'interno del quartiere è la piazza del pedaggio sull'autostrada Otoyol 1 per il Ponte sul Bosforo.
Alcune delle persone più ricche della Turchia possiedono case nel quartiere di Beylerbeyi, tra cui diversi membri della famiglia Sabancı.
Le scuole del quartiere includono la Scuola preparatoria per sottufficiali della Marina (in turco Deniz Astsubay Hazırlık Okulu), la scuola media superiore Hacı Sabancı, la scuola elementare di Beylerbeyi e la scuola elementare Lütfi Ercin.
I centri culturali del quartiere includono la Galleria d'Arte Akbank di Beylerbeyi e il Centro d'Arte Urart.
Il cimitero locale è il Cimitero di Küplüce. Le Tekke del quartiere includono la Tekke dei Badawi.

## Sport
La sede calcistica del quartiere è il Beylerbeyi 75. Yıl Stadium.